# Cloreto de prata
Cloreto de prata é a substância química cuja fórmula é AgCl. Esse sólido cristalino branco, é também conhecido por sua baixa solubilidade em água (comportamento também observado nos cloretos de Tl+ e Pb2+). Sob eluminação ou aquecimento, o cloreto de prata transforma-se em prata + cloro. AgCl aparece na natureza na forma do minério cerargirita.
Este composto era chamado luna cornata pelos alquimistas medievais.

## Coordenação químical
Estruturalmente o sólido adota a mesma configuração do NaCl (Cubo de Face Centrada), com seus íons Ag+ circundados por um octaedro de seis Cl-. AgF e AgBr cristalizam da mesma maneira. AgCl dissolve-se em soluções contendo íons como: Cloreto, Cianeto, Trifenilfosfina, Tiossulfato, Tiocianato e amônia. Cloreto de prata reage com tais íons de acordo com as seguintes equações:
AgCl(s) + Cl−(aq) → AgCl2−(aq)
AgCl(s) + 2S2O32−(aq) → Ag[(S2O3)2]3−(aq) + Cl−(aq)
AgCl(s) + 2NH3(aq) → Ag[(NH3)2]+(aq) + Cl−(aq)
Muitos compostos derivados do AgCl possuem dois, três ou em casos mais raros quatro ligantes, possuindo assim geometria linear, trigonal plana e tetraédrica respectivamente.

## Aplicações
- Cloreto de prata é utilizado na confecção de papel fotográfico, visto que reage com fótons para formar imagens
- O eletrodo de cloreto de prata é muito utilizado na eletroquímica
- Cloreto de prata tem sido usado como antídoto para envenenamento por mercúrio, ajudando em sua eliminação.
- Ele é utilizado na fabricação de vidros coloridos nas cores: amarela, âmbar e marrom.
- AgCl possui também ação antimicrobiana por isso é utilizado em materiais cirurgicos (cateteres) e materiais para tratamento de feridas.
- Utilizado, também, em Lentes Fotossensíveis.